# Jean-Pierre Dupuy
Pour les articles homonymes, voir Dupuy.
Jean-Pierre Dupuy, né le 20 février 1941 à Paris, est un ingénieur et philosophe français.

## Biographie
Polytechnicien et ingénieur des mines, Jean-Pierre Dupuy a été professeur de français et chercheur au Centre d'étude du langage et de l'information (CSLI) de l'université Stanford, en Californie. Il a aussi enseigné la philosophie sociale et politique et l'éthique des sciences et techniques jusqu'en 2006 à l'École polytechnique.
Il a fondé le centre de sciences cognitives et d'épistémologie de l'École polytechnique (CREA) en 1982 avec Jean-Marie Domenach sur la base de réflexions préliminaires de Jean Ullmo. Ce centre est devenu une unité mixte de recherche (UMR) en 1987. Dès l'origine, sa vocation a été double et a concerné aussi bien la modélisation en sciences humaines (modèles d'auto-organisation de systèmes complexes tant cognitifs, qu'économiques et sociaux) que la philosophie des sciences et, en particulier, l'épistémologie des sciences cognitives.
Il s'est intéressé à la pensée d'Ivan Illich, de René Girard, de John Rawls et de Günther Anders. Il compte parmi les membres fondateurs du Collegium international éthique, politique et scientifique.

Il se définit comme « extrémiste rationaliste » et avance : 

« Je ne suis pas un intellectuel chrétien, mais un chrétien intellectuel. Le christianisme est une science beaucoup plus qu'une religion. »

Jean-Pierre Dupuy s'est intéressé aux risques d'effondrements environnementaux et sociétaux, notamment avec son livre Pour un catastrophisme éclairé : quand l’impossible est certain (2002). Il propose d’« annoncer un avenir destinal qui superposerait l’occurrence de la catastrophe, pour qu’elle puisse faire office de dissuasion, et sa non-occurrence, pour préserver l’espoir. » Il oppose cette indétermination de la catastrophe à la conviction d’Yves Cochet qui juge cette catastrophe certaine.
Il est membre de l'Académie des technologies et de l'Académie catholique de France.

### Prix
- 2011 : prix Roger-Caillois de l'essai

## Publications

### Ouvrages
- Valeur sociale et encombrement du temps, éditions du CNRS, 1975
- Introduction à la critique de l'écologie politique, Civilização Brasileira, Rio de Janeiro, 1980
- Ordres et Désordres, enquête sur un nouveau paradigme, Seuil, 1982  (ISBN 978-2-02-010923-9)
- La Panique, Les Empêcheurs de penser en rond, 1991  (ISBN 978-2-84671-062-6)
- Introduction aux sciences sociales. Logique des phénomènes collectifs, Ellipses, 1992  (ISBN 978-2-7298-9226-5)
- Aux origines des sciences cognitives, La Découverte, 1994  (ISBN 2-7071-2200-9)
- Éthique et philosophie de l'action, Ellipses, 1999
- Les savants croient-ils en leurs théories ? Une lecture philosophique de l'histoire des sciences cognitives, INRA Éditions, 2000
- Pour un catastrophisme éclairé : quand l'impossible est certain[6], Seuil, 2002  (ISBN 978-2-02-066046-4)
- Avions-nous oublié le mal ? Penser la politique après le 11 septembre, Bayard, 2002  (ISBN 978-2-227-47044-6)
- Petite métaphysique des tsunamis, Seuil, 2005  (ISBN 978-2-02-082169-8)
- Retour de Tchernobyl. Journal d'un homme en colère, Seuil, 2006  (ISBN 978-2-02-087969-9)
- La Marque du sacré : essai sur une dénégation, Carnets nord, 2009  (ISBN 978-2-35536-014-5)
- Dans l'œil du cyclone, colloque de Cerisy, Carnets nord, 2009  (ISBN 978-2-35536-020-6)
- L'Avenir de l'économie : sortir de l'écomystification, Flammarion, 2012  (ISBN 978-2081253452)
- La Jalousie : une géométrie du désir, Seuil, 2016  (ISBN 978-2021038316)
- La guerre qui ne peut pas avoir lieu. Essai de métaphysique nucléaire, Desclée De Brouwer, 2019  (ISBN 978-2220095691)
- La Catastrophe ou la vie : pensées par temps de pandémie, Seuil, 2021

### Participations, collaborations
- Avec Hubert Lévy-Lambert, Les Choix économiques dans l'entreprise et dans l'administration, Dunod, 1973
- « À la recherche du temps gagné », in Ivan Illich, Énergie et Équité, 1974
- Avec Jean Robert, La Trahison de l'opulence, Presses universitaires de France, 1976  (ISBN 2-13-034946-3)
- Avec Serge Karsenty, L'Invasion pharmaceutique, Seuil, « Points », 1977
- Avec Paul Dumouchel, L'Enfer des choses, Seuil, 1979  (ISBN 2-02-005320-9)
- Avec Paul Dumouchel, L'Auto-organisation. De la physique au politique[7], actes du colloque de Cerisy, 1981
- Avec Michel Deguy (dir.), René Girard et le problème du mal, Grasset, 1982  (ISBN 978-2-246-24971-9)
- « L'individu libéral, cet inconnu : d'Adam Smith à Friedrich Hayek », dans Catherine Audard, Jean-Pierre Dupuy et René Sève (éd.), Individu et Justice sociale. Autour de John Rawls, Paris, Seuil, 1988, p. 73-125.
- « Friedrich Hayek ou la justice noyée dans la complexité sociale », dans Le Sacrifice et l'Envie. Le libéralisme aux prises avec la justice sociale, Paris, Calmann-Lévy, 1992, chap. VIII (p. 241-292) ; rééd. sous le titre Libéralisme et justice sociale, Hachette coll. « Pluriel »  (ISBN 978-2-01-270516-6)